# Sansevieria erythraeae
Sansevieria erythraeae là một loài thực vật có hoa trong họ Măng tây. Loài này được Mattei miêu tả khoa học đầu tiên năm 1918.